# Pablo Granifo
Pablo José Granifo Lavín (27 de noviembre de 1958) es un ingeniero comercial y empresario chileno, actual presidente del directorio del Banco de Chile y de Viña San Pedro Tarapacá.
Nacido del matrimonio conformado por Víctor Granifo Harms e Iris Lavín Camus, se formó en The Grange School de la capital chilena. Posteriormente estudió ingeniería comercial en la Pontificia Universidad Católica de Chile, en Santiago.
Recién egresado, a principios de los años 1980, entró a trabajar como analista financiero al Banco Osorno, predecesor de CorpBanca, bajo el mando de quien años más tarde sería síndico de la quiebra del club Colo-Colo, Juan Carlos Saffie.
Tras ello emigró al Banco O'Higgins y a la Viña Santa Rita, donde desarrolló su veta comercial hasta 1995, cuando regresó al O'Higgins.
Tras la fusión de este último con el Banco Santiago permaneció en su puesto hasta 1999, momento en el que asumió como gerente corporativo. Un año más tarde se cambió al Banco Edwards como gerente general y en 2001, tras una nueva fusión, asumió el mismo cargo en el Banco de Chile, ahora controlado por el grupo Luksic.
En 2007 pasó a ocupar la presidencia de la entidad en reemplazo de Fernando Cañas, quien, a su vez, asumió como gerente general.
En abril de 2012 ingresó como director a la Bolsa de Comercio de Santiago. Dejó esta responsabilidad en mayo de 2013.
En abril de 2013, tras el fallecimiento de Guillermo Luksic, fue elegido presidente de Viña San Pedro Tarapacá.
Contrajo matrimonio con María Luisa Correa Reyes, con quien tuvo seis hijos: Pablo, José, María Luisa, Santiago, Juan y Magdalena.